# Історія СРСР (хронологічна таблиця)

## 1920-ті
- 1922, квітень — Обрання І. В. Сталіна генеральним секретарем ЦК РКП (б).
- 1922, квітень-травень — Генуезька конференція.
- 1922, квітень — Раппальскій договір РСФРР із Німецькою Державою.
- 1922, 30 грудня — I Всесоюзний з'їзд Рад. Утворення Союзу Радянських Соціалістичних Республік (СРСР).
- 1922—35 — Кампанія з вилучення церковних коштовностей і дзвонів 1922—1935.
- 1924, січень — Прийняття першої Конституції СРСР II Всесоюзним з'їздом Рад.
- 1925, грудень — XIV з'їзд ВКП (б). Курс на індустріалізацію.
- 1926 — Берлінський договір 1926.
- 1927, грудень — XV з'їзд ВКП (б). Курс на колективізацію сільського господарства.
- 1928-32 — Перша п'ятирічка (п'ятирічний план) розвитку народного господарства СРСР.
- 1929, осінь — Початок суцільної колективізації сільського господарства в СРСР.

## 1930-ті
- 1932—1933 — штучний голод в СРСР 1932—1933.
- 1933—37 — Другий п'ятирічний господарський план.
- 1934 — Вступ СРСР до Ліги Націй.
- 1934 — Вбивство С. М. Кірова. Розв'язання репресій. Терор.
- 1936, 5 грудня — Затвердження нової Конституції СРСР («сталінська»).
- 1938-39 — Збройні зіткнення СРСР і Японії у озера Хасан і в районі річки Халхін-Гол.
- 1938—1942 — Третій п'ятирічний план розвитку народного господарства СРСР.
- 1939, 23 серпня — Укладення між СРСР і Німеччиною Пакту про «ненапад» та Таємного протоколу до нього. Поділ території країн Східної Європи на сфери впливу.
- 1939, 1 вересня — Напад Німеччини та СРСР на Польщу — Четвертий розділ Польщі та початок Другої світової війни.
- 1939, 17 вересня — Анексія радянськими військами Західної України і Західної Білорусі. Так званий «Золотий вересень»
- 1939, 28 вересня — Укладання радянсько-німецького договору «Про дружбу і кордон».
- 1939 — Агресія СРСР проти трьох незалежних країн Балтії — Латвії, Литви та Естонії, їх окупація та анексія.
- 1939, листопад — 1940, березень — напад Червоної Армії на Фінляндію, Радянсько-фінська війна, анексія СРСР частини території Фінляндії.

## 1940-ві
- 1940, червень-липень — Введення радянських військ в Бессарабію, Литву, Латвію і Естонію.
- 1940 — «Звільнення» Бессарабії і Північної Буковини. Утворення Союзної Молдавської Радянської Соціалістичної Республіки.
- 1940 — Підписання мирного договору між СРСР і Фінляндією. Перетворення Карельської Автономної Радянської Соціалістичної Республіки в Союзну Карело-Фінську Радянську Соціалістичну Республіку.
- 1941—44 — Радянсько-фінська війна (1941—1944).

- 1940 — Прийняття Литовської, Латвійської і Естонської Радянських Соціалістичних Республік до складу СРСР.
- 1940—44 — Повстання у Чечні 1940—1944.
- 1940 — Московська мирна угода 1940.
- 1941, 22 червня — Напад Німеччини на СРСР. Друга світова війна на теренах СРСР.
- 1941, 30 червня — Утворення Державного комітету оборони на чолі з І. В. Сталіним.
- 1941, липень-жовтень — Створення антигітлерівської коаліції: підписання низки угод між СРСР, Великою Британією та США.
- 1941, грудень — Початок розгрому німецьких військ під Москвою.
- 1942, липень — Прорив німецьких військ до Волги.
- 1942, листопад — 1943, лютий — Розгром німецьких військ під Сталінградом. Початок корінного перелому в ході Другої світової війни.
- 1943, липень — серпень — Курська битва.
- 1943, листопад-грудень — Конференція глав урядів СРСР, США і Англії в Тегерані.
- 1944, січень — Остаточна ліквідація блокади Ленінграда.
- 1944 — Вигнання німецьких окупантів з території СРСР.
- 1945, лютий — Кримська (Ялтинська) конференція глав урядів СРСР, США та Англії.
- 1945, квітень-травень — Битва за Берлін.
- 1945, 2 травня — Взяття Берліна радянськими військами. Завершення Другої світової війни у Європі
- 1945, 8 травня — Підписання Акту про беззастережну капітуляцію Німеччини.
- 1945, 9 травня — День Перемоги СРСР над Німеччиною.
- 1945, червень — Підписання Статуту Організації Об'єднаних Націй (ООН).
- 1945, липень — серпень — Потсдамська конференція глав урядів СРСР, США та Англії.
- 1945, 8 серпня — Оголошення Радянським Союзом війни Японії.
- 1945, 2 вересня — Беззастережна капітуляція Японії. Закінчення Другої світової війни.
- 1945, листопад — 1946, жовтень — Нюрнберзький процес.
- 1945 — Радянсько-польський договір 1945.
- 1946—50 — Четвертий п'ятирічний план відновлення і розвитку народного господарства СРСР.
- 1949, січень — Створення Ради Економічної Взаємодопомоги (РЕВ).
- 1949, серпень — Випробування в СРСР атомної бомби.

- 1946—47 — Сталінський план перетворення природи

## 1950-ті. Доба Хрущова
- 1951—55 П'ятий п'ятирічний план.
- 1951 — Радянсько-польський обмін ділянками територій 1951 року
- 1952 — Дев'ятнадцятий з'їзд Комуністичної партії Радянського Союзу.
- 1953, вересень — Обрання першим секретарем ЦК КПРС М. С. Хрущова.
- 1953 — Реабілітація жертв політичних репресій.
- 1954 — Початок освоєння цілинних і перелогових земель.
- 1954 — Пуск в СРСР першої в світі промислової атомної електростанції.
- Скорочення чисельності армії в СРСР
- Знищення новітніх видів бойової техніки СРСР.
- Боротьба Хрущова за «сталінською архітектурою». Масове будівництво хрущовок.
- 1955, травень — Підписання Варшавського договору про дружбу, співпрацю і взаємну допомогу країн соціалістичного табору (ОВД).
- 1956, лютий — ХХ з'їзд КПРС. Доповідь Н. С. Хрущова «Про культ особистості і його наслідки». Хрущовська відлига
- 1956, червень — Постанова ЦК КПРС «Про подолання культу особи і його наслідків».
- 1956 — масові розстріли демонстрацій в Тбілісі.
- 1956, жовтень-листопад — напад СРСР на Угорщину, убивство угорського уряду, бомбардування Будапешту, введення військ СРСР та деяких країн Організації Варшавського Договору в Угорщину.
- 1957 — Антипартійна група Маленкова, Кагановича, Молотова, Булганіна, Шепілова.
- 1957 — Економічна реформа 1957 року в СРСР[ru]
- 1957, жовтень — Запуск в СРСР першого в світі штучного супутника Землі. Військова реформа Хрущова.
- 1958—64 — Кампанія «войовничого атеїзму», закриття та знищення храмів (понад 3 500).
- 1959-65 — Семирічний план розвитку народного господарства.
- Запуск першого штучного супутника Землі.

## 1960-ті
- 1961, 12 квітня — Перший в історії політ людини в космос (Ю. О. Гагарін).
- 1961, жовтень — XXII з'їзд КПРС. Прийняття нової Програми партії — програми будівництва комунізму.
- 1962, 1 травня — масові розстріл масової демострації протесту населення в Новочеркаську
- 1962 — Ядерно протистояння з США навколо Куби
- 1963, серпень — Підписання в Москві договору про заборону випробування ядерної зброї в атмосфері, в космічному просторі і під водою між СРСР, США і Англією.
- 1964, жовтень — Відставка Микити Хрущова з займаних посад.
- 1964, жовтень — Обрання першим секретарем (з 1966 — генеральним секретарем) ЦК КПРС Л. І. Брежнєва.
- 1965 — Економічна реформа 1965 року в СРСР (косигінська реформа).
- 1966-70 — Восьмий п'ятирічний план розвитку народного господарства СРСР.
- 1968, серпень — Введення військ країн Варшавського Договору в Чехословаччину.

## 1970-ті
- 1971-75 — Дев'ятий п'ятирічний план розвитку народного господарства СРСР.
- 1972 — Підписання між СРСР і США договору ОСВ-1.
- 1975 — Міжнародна нарада в Гельсінкі з безпеки і співробітництва в Європі.
- 1976-80 — Десятий п'ятирічний план розвитку народного господарства СРСР.
- 1977 — Прийняття нової Конституції СРСР.
- 1979 — Введення радянського військового контингенту до Афганістану.
- 1979—89 — Війна в Афганістані.

## 1980-ті
- 1979—1989 — Збройна агресія СРСР проти Афганістану.
- 1981-1985 — приняття черговим з'їздом КПРС 11-го п'ятирічного плану розвитку народного господарства СРСР.
- 1982, листопад — смерть Л. І. Брежнєва та обрання замість нього головою Партії і держави тяжко хворого Ю. В. Ю. Андропова.
- 1983, 1 вересня — знищення радянськими ВПС корейського пасажирського авіалайнера Boeing-747 з 269 пасажирами на борту
- 1984, лютий — смерть Ю.Андропова та обрання Генеральним секретарем КПРС тяжко хворого К. У. Черненка.
- 1985, 11 березня — Обрання Генеральним секретарем ЦК КПРС М. С. Горбачова.
- 1985, 7 травня — Постанова ЦК КПРС «Про заходи щодо подолання пияцтва і алкоголізму». Розгортання компартійної кампанії «Боротьба з пияцтвом в СРСР». Знищення цінних сортів виноградників.
- 1986-90 — Дванадцятий п'ятирічний план розвитку народного господарства СРСР.
- 1986, 26 квітня — Чорнобильська катастрофа  — вибух 4-го енергоблоку на Чорнобильської АЕС, людські жертви серед пожежників, «рятувальників» та населення. Приховування урядом наслідків катастрофи та впливу її на стан здоров'я населення. Поява в країні екологічного руху та зростання правозахисного руху.
- 1986, 11—12 жовтня — Зустріч М. С. Горбачова і президента США Р. Рейгана в Рейк'явіку з питання про скорочення і контроль над озброєннями.
- Курс на Перебудову. Перебудова. Гласність.
- 1986, 17—19 грудня — Виступи казахської молоді проти зняття першого секретаря Компартії Казахстану Д. А. Кунаєва.
- 1987, грудень — Укладення договору між СРСР і США про ліквідацію ракет середньої і меншої дальності.
- 1988, 20 лютого — Клопотання Ради народних депутатів Нагірно-Карабахської автономної області про передачу області зі складу Азербайджану до Вірменії. Початок міжнаціональних конфліктів в СРСР.
- 1988, травень — 1989, лютий — Виведення радянського військового контингенту з Афганістану.
- 1988, 28 червня − 1 липня — XIX Всесоюзна конференція КПРС. Курс на реформу політичної системи.
- 1989, травень — червень — I З'їзд народних депутатів СРСР. Обрання М. С. Горбачова Головою Верховної Ради СРСР.
- 1989, 9 листопада — Руйнування Берлінського муру, відкриття кордону НДР із Західним Берліном і ФРН.
- 1989 — Вибори народних депутатів СРСР 1989.
- 1989, 12—24 грудня — II З'їзд народних депутатів СРСР.
- Відновлення УГКЦ. Див. Українська греко-католицька церква на зламі 1980—90-их років

## 1990-ті
- 1990, березень — III З'їзд народних депутатів СРСР. Скасування 6-ї статті Конституції СРСР. Обрання М. С. Горбачова президентом СРСР.
- 1990, 3 квітня — Прийнято закон «Про порядок вирішення питань, пов'язаних з виходом союзної республіки з СРСР».
- 1990, травень-червень — I З'їзд народних депутатів РРФСР. Обрання Б. М. Єльцина Головою Верховної Ради РСФСР. Прийняття Декларації про державний суверенітет РРФСР.
- 1990, 2—13 липня — XXVIII з'їзд КПРС. Прийняття нового Статуту, переобрання М. С. Горбачова Генеральним секретарем ЦК КПРС.
- 1990, 16 червня — Верховна Рада УРСР приймає Декларацію про державний суверенітет України, гарантуючу кожному громадянину право на збереження громадянства СРСР.[1]
- 1990, 3 грудня — ВР СРСР постановляє підтримати в основному загальну концепцію нового Союзного Договору та попередні пропозиції щодо порядку його укладання.[2]
- 1990, 24 грудня — З'їзд народних депутатів СРСР постановляє вважати за необхідне збереження Союзу РСР як оновленої федерації рівноправних суверенних республік, у якій повною мірою забезпечуватимуться права та свободи людини будь-якої національності;[3] та постановляє провести референдум СРСР на вирішення питання збереження оновленого Союзу як федерації рівноправних суверенних Радянських Соціалістичних Республік з урахуванням результатів голосування з кожної республіці окремо.[4]
- 1990, 25 грудня — З'їзд народних депутатів СРСР розглядає укладання нового Союзного Договору як найважливіший фактор нормалізації обстановки в країні, консолідації суспільства, звертається до представницьких органів державної влади суб'єктів федерації із закликом забезпечити підготовку та укладання Союзного Договору.[5]
- 1991, січень — Початок офіційної реєстрації політичних партій та організацій.
- 1991, 16 січня — Верховна Рада СРСР постановляє провести референдум щодо збереження Союзу РСР як федерації рівноправних республік.[6]
- 1991, весна — Розпуск Організації Варшавського Договору.
- 1991, квітень — Початок переговорів у Ново-Огарьово між Президентом СРСР М. С. Горбачовим і главами дев'яти союзних республік про укладення нового Союзного договору.
- 1991, 17 квітня — Всесоюзний референдум про збереження СРСР.
- 1991, 12 червня — Обрання всенародним голосуванням Президентом РРФСР Б. М. Єльцина.
- 1991, липень — Укладення договору між СРСР і США про обмеження стратегічних наступальних озброєнь (ОСНВ-1).
- 1991, 19—21 серпня — Спроба Державного комітету з надзвичайного стану в СРСР (ГКЧП) ввести в країні надзвичайний стан.
- 1991, 22 серпня — Арешт членів ГКНС.
- 1991, 24 серпня — Виходячи із смертельної небезпеки, яка нависла була над Україною в зв'язку з державним переворотом в СРСР 19 серпня 1991 року, ВР УРСР постановила проголосити Україну незалежною демократичною державою.[7]
- 1991, 25 серпня — М. С. Горбачов складає з себе повноваження Генерального секретаря ЦК КПРС.
- 1991, 11 жовтня — Верховна Рада України постановляє проведення всеукраїнського референдуму в питанні про проголошення незалежності України.[8]
- 1991, 1 грудня — Всеукраїнський референдум підтвердив Акт проголошення незалежності України та були проведені вибори Президента України.
- 1991, 5 грудня —  Денонсація Верховною Радою України «Договору про утворення СРСР».[9]
- 1991, 8 грудня — Біловезькі угоди. Рішення керівництва Росії, України і Білорусі про розпуск СРСР і створення Співдружності Незалежних Держав (СНД). Розпад Радянського Союзу.
- 1991, 10 грудня — Ратифікація із застереженнями «Угоди про створення СНД» Верховною Радою України.[10]
- 1991, 21 грудня — Алма-Атинська декларація декларує, що з утворенням СНД СРСР припиняє своє існування.[11]
- 1991, 25 грудня — Відставка М. С. Горбачова з поста Президента СРСР, Радянський Союз остаточно припинив своє існування.
- 1991, 26 грудня — Декларація Ради Республік Верховної Ради СРСР № 142-Н в зв'язку зі створенням СНД.

## Відображення у кінематографі
- Крути 1918 - фільм про події часів радянсько-української війни
- Чорний ворон - фільм про партизанів Холодного Яру
- На чорних лядах - фільм про партизанів Білоруської Народної Республіки
- Ціна правди - фільм про Голодомор-геноцид під час радянської окупації України
- Купала - фільм заборонений режимом Лукашенка у якому висвітлюється тема заборон білоруської мови урядом Російської імперії, знищення білоруської інтелігенції, депортації білорусів радянською владою, та русифікації